# ふるさと (五木ひろしの曲)
「ふるさと」は、1973年7月に発売された五木ひろしのシングルである。

## 解説
1986年8月中旬までのシングルの累計出荷枚数は76.0万枚（徳間ジャパン調べ）で、同時点で五木のシングルとしては歴代7位のヒットとなっている（デュエット曲を除く）。同年の日本歌謡大賞や第24回NHK紅白歌合戦でもこの曲が歌われた。この年は第15回日本レコード大賞のみレコード会社が急きょ勝負曲を「夜空」に切り替えたため歌われることは無かったが、五木は後に「この年は僕は『夜空』よりも『ふるさと』で賞レースを戦おうと思っていました。」と語っている。
2007年〜2008年放送のNHK連続テレビ小説『ちりとてちん』ではヒロインの母の愛唱歌という設定で劇中歌として用いられ、五木自身も本人役でドラマにゲスト出演している。2008年には、新録音盤のシングル「ふるさと〜'08バージョン〜」として発売している。
五木のふるさとである福井県美浜町にある、三方五湖レインボーラインの山頂公園内「五木の園」に歌碑が設置されている。また、美浜町では11時半になると「ふるさと」のオルゴールが流れる。

## 収録曲
オリジナル盤
- 両楽曲共に、作詞：山口洋子

1. ふるさと（3分9秒）
作曲：平尾昌晃／編曲：竜崎孝路
2. 丘の上の赤い花（3分9秒）
作曲・編曲：藤本卓也

新録音盤
1. ふるさと〜'08バージョン〜（3分35秒）
作詞：山口洋子／作曲：平尾昌晃／編曲：小堀ひとみ
2. 契り（4分48秒）
作詞：阿久悠／作曲：五木ひろし／編曲：若草恵
3. ふるさと〜'08バージョン〜（オリジナルカラオケ）
4. ふるさと〜'08バージョン〜（半音下げカラオケ）
5. 契り（オリジナルカラオケ）

## カバー
- 香西かおり（1999年、アルバム「綴織百景7 望郷」）